# سو جيلروي
سوزان فيونا «سو» جيلروي، (مواليد 19 أكتوبر 1972 ) هي لاعبة تنس طاولة بريطانية معلمة في مدرسة إبتدائية. شاركت في خمس ألعاب أولمبية للمعاقين (2000 و 2004 و 2008 و 2012 و 2016) وفي ألعاب الكومنولث (2002 و 2006).
بدأت جيلروي لعب تنس الطاولة في سن الثانية عشرة ، لكن متلازمة إهلرز دانلوس (EDS) جعلتها تتوقف في سن الخامسة عشرة ؛ لديها أيضًا متلازمة الألم العضلي الليفي و متلازمة الألم المزمن. بدأت اللعب مرة أخرى في سن 18 على كرسي متحرك.
تنافس لأجل إنجلترا وفازت باالمدالية الذهبية في التصنيف الفردي بألعاب الكومنولث عام 2002 في مانشستر ودافعت بنجاح عن لقبها في ملبورن عام 2006 .

## مرتبة الشرف
في عام 2009، حصلت جيلروي على درجة الدكتوراه الفخرية من جامعة شيفيلد هالام. في حفل تكريم عيد ميلاد الملكة لعام 200 ، تم تعيينها عضوًا في وسام الإمبراطورية البريطانية (MBE) «لخدمات تنس الطاولة لذوي الاحتياجات الخاصة والقدرات الجسدية والرياضة للشباب».